# Sojuz MS-13
Sojuz MS-13 (ryska: Союз МС-13) är en flygning i det ryska rymdprogrammet, till Internationella rymdstationen (ISS). Farkosten sköts upp med en Sojuz-FG-raket, från Kosmodromen i Bajkonur den 20 juli 2019. Farkosten dockade med rymdstationen sex timmar efter uppskjutningen.
Flygningen transportera Aleksandr Skvortsov, Luca Parmitano och Andrew R. Morgan till rymdstationen. Alla tre är del av Expedition 60.
Den 26 augusti 2019 flyttades farkosten från en dockningsport på Zvezda-modulen till en dockningsport på Pojsk-modulen.
Den 6 februari 2020 lämnade farkosten rymdstationen. Några timmar senare återinträdde den i jordens atmosfär och landade i Kazakstan.

## Besättning
|                | Uppskjutning                                                        | Landning                                                            |
| -------------- | ------------------------------------------------------------------- | ------------------------------------------------------------------- |
| Befälhavare    | Aleksandr Skvortsov, RSA Hans tredje rymdfärd Expedition 60 / 61    | Aleksandr Skvortsov, RSA Hans tredje rymdfärd Expedition 60 / 61    |
| Flygingenjör 1 | Luca Parmitano, ESA Hans andra rymdfärd Expedition 60 / 61          | Luca Parmitano, ESA Hans andra rymdfärd Expedition 60 / 61          |
| Flygingenjör 2 | Andrew R. Morgan, NASA Hans första rymdfärd Expedition 60 / 61 / 62 | Christina Koch, NASA Hennes första rymdfärd Expedition 59 / 60 / 61 |

## Reservbesättning
| Befälhavare    | Sergej Ryzjikov, RSA      |
| Flygingenjör 1 | Thomas H. Marshburn, NASA |
| Flygingenjör 2 | Soichi Noguchi, JAXA      |